# Hans Fuchs von Wallburg
Hans Fuchs von Wallburg († 1553) entstammte dem fränkischen Adelsgeschlecht derer von Fuchs und war von 1526 bis 1529 Reichshauptmann in Regensburg.

## Reichshauptmann
Hans Fuchs war einer der sechs Reichshauptmänner, die von 1492 bis 1555 die Interessen des Kaisers in Regensburg wahrgenommen haben. Die Habsburger nahmen damit unmittelbar Einfluss auf die Entwicklung in der Reichsstadt Regensburg. Sie hatten so die Möglichkeit, wichtige Verkehrsachsen zu kontrollieren, Regensburg als letzte Verteidigungsbastion gegen einen Vorstoß der Osmanen auszubauen und einen Brückenkopf inmitten des wittelsbachischen Territoriums einzurichten.
Bereits sein Vater, Thomas Fuchs, hatte 1516 dafür gesorgt, dass sein Sohn die Nachfolge als Reichshauptmann in Regensburg übernehmen konnte. Der Regensburger Rat war von dieser Nachfolgeregelung nicht begeistert. Er war von Anfang an bestrebt, den kaiserlichen Einfluss durch den Reichshauptmann abzuschütteln. Während sein Vater stets daran arbeitete, die Anliegen des Kaisers in Regensburg durchzusetzen, interessierte sich Hans Fuchs mehr für seine eigenen Besitzungen in der Oberpfalz. Dies entging auch König Ferdinand I. nicht, der ab 1529 seine Ablösung anstrebte. Schließlich fand Hans Fuchs in Christoph Blarer einen Nachfolger, der vom Kaiser akzeptiert wurde und ihm das Amt für eine ordentliche Geldsumme abkaufte.
Für die Zeit, in der Hans Fuchs das Amt des Reichshauptmanns wahrnahm, sind kaum Ereignisse von Bedeutung überliefert. Er könnte an öffentlichen Aktivitäten gegen die Täufer im November 1527 oder im Jahr darauf an der gescheiterten Wiederherstellung der Privilegien für die Regensburger Geistlichkeit beteiligt gewesen sein. 1528 war er in jedem Fall in die Verurteilung des Täufers Würtzelburger involviert. Bei dessen Hinrichtung am 10. Oktober 1528 war er wohl nicht mehr anwesend.

## Weitere Aktivitäten
Ende 1529, als die Belagerung Wiens durch die Türken drohte, war er im Auftrag des Königs von Böhmen und Erzherzogs von Österreich, Ferdinand I., unterwegs zur Stadt Nürnberg und zu Markgraf Georg von Brandenburg nach Ansbach, um deren Hilfe anzufragen. Danach scheint sein Kontakt zu Ferdinand I. abgebrochen zu sein. Noch bevor seine Zeit als Reichshauptmann abgelaufen war, übernahm Hans Fuchs das Amt des Pflegers von Cham, in dem er bis 1537 tätig war. In späterer Zeit pflegte er Kontakte zu Kurfürst Friedrich von der Pfalz.

## Besitzungen
Hans Fuchs erbte umfangreiche Besitzungen von seinem Vater in der nördlichen Oberpfalz (Schneeberg, Altenschneeberg, Tiefenbach, Frauenstein, Schönsee, Reichenstein und Winklarn). Aus dem Erlös des Verkaufs der Reichshauptmannschaft erwarb er dazu noch Treffelstein.
Die Residenz des Reichshauptmanns in Regensburg verkaufte er 1531 an den Rat von Regensburg. Später wurde an dieser Stelle das Protestantische Alumneum eingerichtet.
1527 erhielt Hans Fuchs von Kaiser Karl V. einen Lehensbrief für den Blutbann und weitere Rechte und Freiheiten in den Herrschaften Schneeberg, Reichenstein und Schönsee. Der Ausbau einer reichsunmittelbaren Herrschaft im Osten der Oberpfalz wurde von den wittelsbachischen Pfalzgrafen jedoch nicht geduldet. Am 16. März 1530 unterwarf er sich schließlich der Landeshoheit des Kurfürsten Ludwig V. von der Pfalz.

## Familie
Hans war Sohn von Thomas Fuchs von Wallburg zu Schneeberg († 2. Dezember 1526) und seiner ersten Frau Margarete († 1521 in Bad Wildbad).
Am 4. April 1529 heiratete er Verena von Schwarzenstein in St. Emmeram. Sie war Tochter des Vitztums von Straubing, Sigmund von Schwarzenstein zu Englburg, und Hedwig von Leiningen zu Tegernbach. Aus dieser Ehe gingen ein Sohn und 2 Töchter hervor:
- Philipp ⚭ Anna von Riedern

- Anna

⚭ David Fuchs von Wallburg zu Winklarn und Arnschwang
⚭ Andreas Georg von Murach († 1585), Landmarschall der Oberpfalz
- Barbara ⚭ Georg von Murach († 1588) zu Stammsried und Bruder von Andreas Georg von Murach.

In 2. Ehe war er mit Anna Truchseß von Wetzhausen verheiratet. Sie war Tochter von Philipp Truchseß von Wetzhausen zu Wetzhausen und Kunigunda von Thüngen.
Die Familie der Fuchs von Wallburg zu Schneeberg erbaute im 16. Jahrhundert in Winklarn für die Verwaltung ihrer Besitzungen ein Schloss, das dort bis heute bewohnt ist. Hans Friedrich Fuchs von Wallburg, Enkel von Tochter Anna, musste 1629 nach der Besetzung der Oberpfalz durch den katholischen Herzog Maximilian von Bayern seine Heimat aus Glaubensgründen für immer verlassen. Bereits Thomas Fuchs entschied sich in den Anfängen der Reformation in Regensburg für die evangelische Lehre Luthers, mit dem er persönlich Kontakt hatte.